# Кальман Хуньяді де Кетей
Кальман Хуньяді де Кетей (фр. Kálmán Hunyady de Kéthely, угор. Kéthelyi gróf Hunyady Kálmán; 13 жовтня 1828, Відень, Австрійська імперія — 17 травня 1901, Іванка-при-Дунаї, Австро-Угорська імперія) — угорський шляхтич з династії Хуньяді де Кетей, син графа Ференца Хуньяді де Кетей та графині Юлії Зіче де Зіч е Вашонкеу, брат княгині Сербії Юлії Обренович, майор імператорської армії, перший президент віденського скакового клубу.
На честь нього названо щорічні кінні перегони «Меморіальні перегони графа Кальмана Хуньяді», які проходять щовересня у Відні, починаючи з 1898 року. Приз вважається найпочеснішим в Австрії.

## Біографія
Кальман народився 13 жовтня 1828 року у Відні. Він був другим сином та другою дитиною в родині Ференца Хуньяді де Кетей та його дружини Юлії Зіче де Зіч е Вашонкеу. Хлопчик мав старшого брата Ласло, а згодом народилися молодший брат Вілмош та сестра Юлія.
Його дід наприкінці XVIII століття отримав титул імперського графа від кайзера Священної Римської імперії Франца II.
Кальман став військовим і дослужився до майора.

У 1853 році його сестра Юлія одружилася із колишнім князем Сербії Михайлом Обреновичем, який проживав у Відні, перебуваючи у вигнанні. Тим не менш, зять у 1860 році повернувся на престол, а сестра стала княгинею.

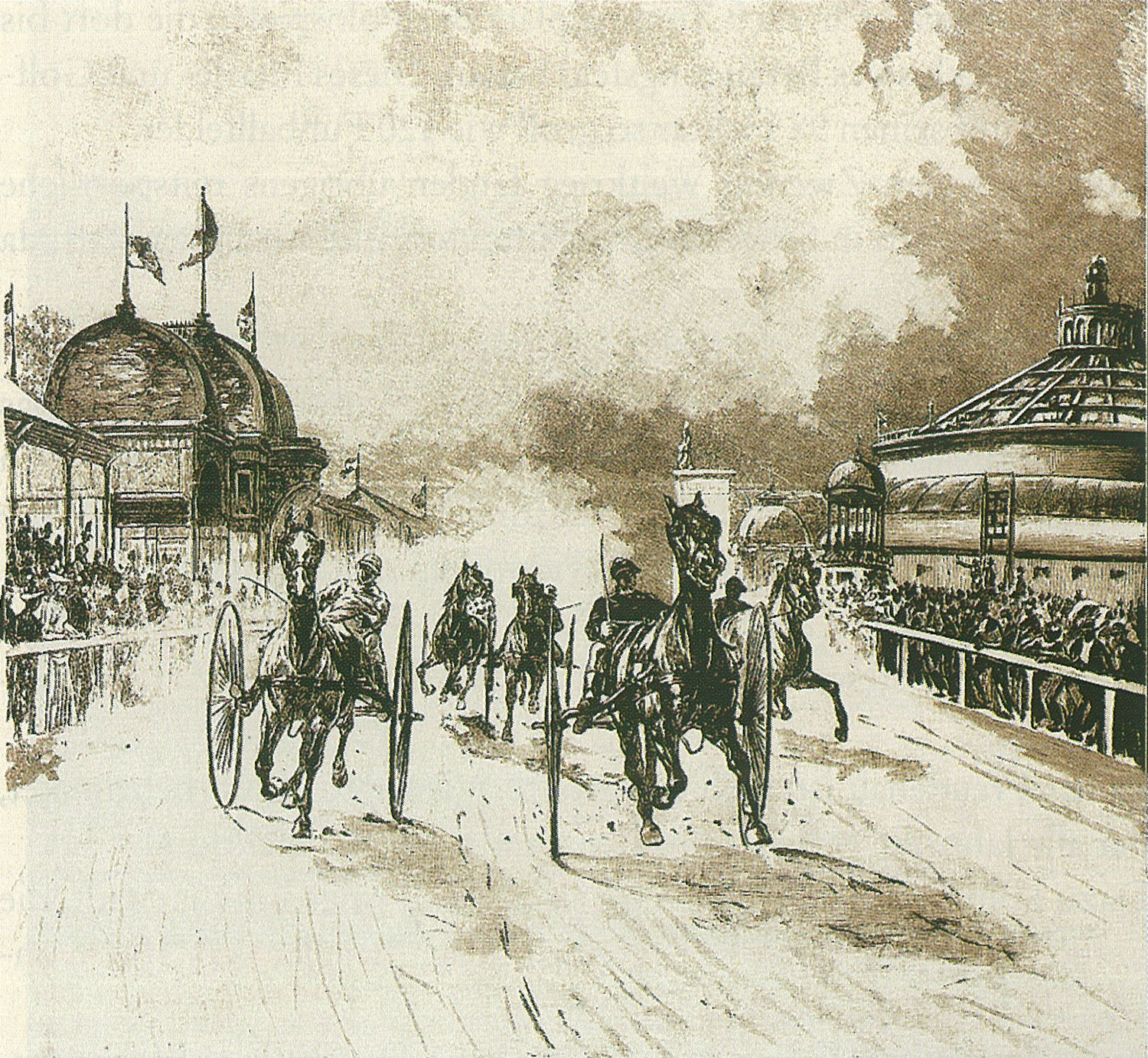
Кінні перегони у Відні у 1888 році

За кілька днів перед своїм 34-річчям граф одружився із 25-річною графинею Александрою Буоль-Шауенштайнською, яка з материнського боку була нащадком Ізенбургів. Весілля відбулося у містечку Марія-Энцерсдорф поблизу Відня 6 жовтня 1862 року. У подружжя народилося двоє дітей. 
У 1874 році Кальмана Хуньяді було обрано президентом створеного у Відні «Віденського скакового клубу». На цій посаді він багато зробив для популяризації кінного спорту.
29 вересня 1878 році граф відкрив у другому районі Відня новозбудований кінний трек «Кріо», який наразі є другим за віком іподоромом у Європі. У 1884 році в Кріо пройшло перше дербі.
Кальман пішов з життя 17 травня 1901 року у селищі Іванка-при-Дунаї, де його сестрі належав маєток. Похований у крипті під тамтешнім косцьолом.

## Родина
Дружина — Александра Буоль-Шауенштайнська
Діти:
- Кароль (1864—1933) — граф Хуньяді де Кетей, був одружений із графинею Ірмою Надажди де Надажд е Фогарашфьольд, мав єдиного сина;
- Юлія (1867—1943) — дружина графа Бус цу Вальдек та Монфор Гуго Клеменса, мала єдиного сина.